# Michael Ehmann

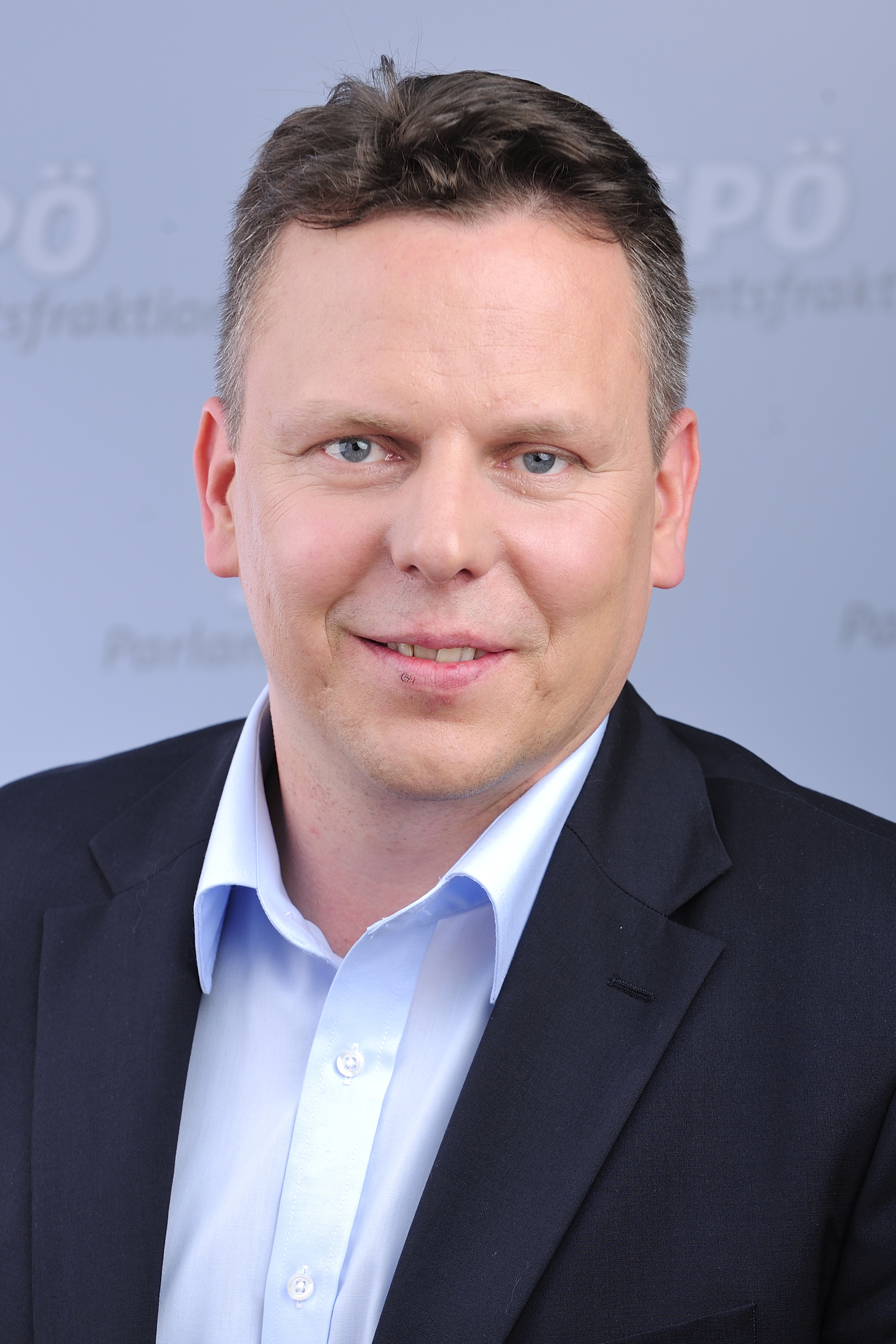
Michael Ehmann 2013

Michael Ehmann (* 7. Mai 1975 in Graz) ist ein österreichischer Politiker (SPÖ) und Zahntechniker. Nachdem er zunächst Abgeordneter zum Österreichischen Nationalrat war, wechselte er 2016 in die Grazer Stadtregierung und bekleidete dort das Amt eines Stadtrates. Nach der Gemeinderatswahl in Graz 2017 verlor die SPÖ den Sitz im Stadtsenat.

## Ausbildung und Beruf
Michael Ehmann besuchte zwischen 1981 und 1985 die Volksschule Algersdorf (Graz) und absolvierte bis 1989 die Hauptschule Algersdorf. Nach dem Besuch des Polytechnischen Lehrgangs in Graz (1989–1990) erlernte Ehmann den Beruf des Zahntechnikers, wobei er die Berufsschule in Baden bei Wien bis 1994 absolvierte. 1994 bis 1995 leistete Ehmann den Präsenzdienst ab.
Nach dem Präsenzdienst arbeitet Ehmann ab 1996 in seinem erlernten Beruf bei der Versicherungsanstalt für Eisenbahnen und Bergbau (VAEB) und übernahm 2011 die Leitung von deren Zahntechnik. Zugleich wurde er dort auch als Arbeitnehmervertreter aktiv. Ab 1997 als Betriebsratsvorsitzender des Zahnambulatorium Graz der VAEB, ab 2005 als Mitglied von deren Zentralbetriebsrates und ab 2011 als dessen Vorsitzender. In der Gewerkschaft ist er ab 2010 Regionalvorstandsmitglied der GPA-djp Steiermark sowie ab 2011 Regionalvorstandsmitglied des ÖGB Graz und Graz-Umgebung. Weiter war er ab 2008 Vizepräsident von Jugend am Werk Steiermark und legte diese Funktion mit dem Einzug in den Stadtsenat zurück.

## Politische Laufbahn
Ehmann begann seine politische Laufbahn 2003 als Bezirksrat in Graz-Gösting, stieg 2004 zum Bezirksvorsteher-Stellvertreter auf und arbeitete zwischen 2006 und 2007 als Bezirksvorsteher in Gösting. Am 16. Jänner 2007 trat Ehmann die Nachfolge der zur Staatssekretärin angelobten Heidrun Silhavy im Nationalrat an. Er hat ein Mandat des Regionalwahlkreises Graz inne und vertrat die SPÖ in der XXIII. Gesetzgebungsperiode in den Ausschüssen Bauten, Gesundheit, Immunität und Landesverteidigung. Nach der Nationalratswahl 2008 schied er per 27. Oktober 2008 aus dem Nationalrat aus. Er verfehlte seinen Wiedereinzug in den Nationalrat, nachdem Heidrun Silhavy nicht erneut in die Regierung berufen wurde. Ehmann wurde dann aber wieder Abgeordneter, nachdem Heidrun Silhavy im Juni 2013 auf ihr Mandat verzichtete. Nach der Nationalratswahl 2013 hatte Ehmann aufgrund zu geringer Mandatsstärke seiner Partei den Einzug in den Nationalrat verfehlt. Seit Dezember 2013 war Ehmann wieder als Mandatar des Regionalwahlkreises Graz und Umgebung im Nationalrat, er folgte Gerald Klug, der im Zuge der Regierungsbildung als Verteidigungsminister angelobt wurde.
Als Nachfolger von Martina Schröck, die überraschend ihren Rücktritt aus der Politik bekannt gegeben hatte, wurde Ehmann am 25. April 2016 mit 100 % zum geschäftsführenden Parteivorsitzenden der SPÖ Graz gewählt; kurz darauf, am 19. Mai 2016, schied er darum aus dem Nationalrat aus. Sein Mandat übernahm der kurz zuvor als Verteidigungsminister ausgeschiedene Gerald Klug. Am 16. Juni 2016 wurde er in den Grazer Stadtsenat gewählt und übernahm die Agenden als Sozialstadtrat von Schröck während deren Funktion als Vizebürgermeisterin von der KPÖ-Politikerin Elke Kahr übernommen wurde. Am 23. November 2019 wurde Ehmann bei der Regionalkonferenz der SPÖ Graz mit 97,10 % zum Vorsitzenden wiedergewählt und gab das Ziel aus, die SPÖ zurück in den Stadtsenat zu bringen.
Am 13. September 2022 wurde Doris Kampus durch den steirischen Regionalvorstand als Nachfolgerin von Michael Ehmann zur geschäftsführenden Vorsitzenden der Grazer SPÖ gewählt.

## Privates
Ehmann ist verheiratet und hat drei Kinder.